# Blue Bulls
Die Blue Bulls (dt. die Blauen Bullen; früher Northern Transvaal oder Noord-Transvaal genannt; aus Sponsoringgründen auch als Vodacom Blue Bulls bezeichnet, Afrikaans: die Blou Bulle) sind eine südafrikanische Rugby-Union-Mannschaft. Sie spielt im Currie Cup und ihr Spielbetrieb wird von der Blue Bulls Rugby Union (BBRU) organisiert. Die Heimspiele werden im Loftus-Versfeld-Stadion in Pretoria ausgetragen. Der Verband stellt Spieler für das Franchise-Team Bulls, das im international besetzten Super Rugby spielt.

## Geschichte
1938 trennte sich die Northern Transvaal Rugby Union, heute die BBRU, von der Transvaal Rugby Union und wurde zu einem eigenständigen Verband. Gleich in ihrer ersten Saison war der Kader des Teams mit Nationalspielern gespickt, unter ihnen Danie Craven. Jedoch gelang es erst 1946, sich in die Siegerliste des Currie Cups einzutragen. Es folgten bis heute 15 alleinige und drei geteilte Siege. Die erfolgreichste Ära der Blue Bulls begann 1968, als zehn „Springboks“ das Trikot des Teams trugen, darunter Frik du Preez. In diesem Jahr verlor man nur ein einziges Spiel und dies gegen die British and Irish Lions. Im Jahr 1971 blieb man gar ohne Niederlage, das Unentschieden gegen Transvaal brachte den geteilten Titel. In den 1970er Jahren dominierten sie den Currie Cup und stellten zahlreiche Spieler für die Nationalmannschaft ab. Zu Beginn der 1980er Jahre begann die Ära von Naas Botha, der das Team zu sechs weiteren Meisterschaften führte. 1998 war es erneut eine Springboklegende, diesmal Joost van der Westhuizen, die den Blue Bulls zum Gewinn des Currie Cup verhalf. In den frühen 2000er Jahren dominierte man erneut das südafrikanische Rugby und brachte Spieler wie Bakkies Botha und Victor Matfield hervor, die seit Jahren Stammspieler der Nationalmannschaft sind. Trainer Heyneke Meyer änderte den Stil der Mannschaft hin zu einem attraktiven, offensiven Spiel, das auch das Super-14-Franchise namens Bulls erfolgreich werden ließ. So gewann dieses Team dreimal die international besetzte Liga, bestehend aus australischen, neuseeländischen und südafrikanischen Auswahlmannschaften. Es umfasst hauptsächlich Spieler, die auch für die Blue Bulls spielberechtigt sind, einige wenige werden von den Falcons gestellt. Da sich die beiden Wettbewerbe Super 14 und Currie Cup nicht überschneiden, ist dies möglich.

## Erfolge
Sieger Currie Cup: 1946, 1956, 1968, 1969, 1971*, 1973, 1974, 1975, 1977, 1978, 1979*, 1980, 1981, 1987, 1988, 1989*, 1991, 1998, 2002, 2003, 2004, 2009
* In diesen Jahren teilten sich die Blue Bulls den Sieg mit Transvaal (1971) respektive Western Province
Super 14: Halbfinale 1996

## Bekannte aktuelle und ehemalige Spieler
| - Bakkies Botha - Naas Botha - Hansie Brewis - Danie Craven - Jannie de Beer - Fourie du Preez - Frik du Preez - Bryan Habana - Johan Heunis - Derick Hougaard - Louis Koen - Jannie Kruger | - Victor Matfield - Akona Ndungane - Chiliboy Ralepelle - Danie Rossouw - Louis Schmidt - Uli Schmidt - Pierre Spies - Morné Steyn - Lucas Strachan - Joost van der Westhuizen - Tom van Vollenhoven - Pedrie Wannenburg |